# هاینتس کوهوت
هاینتس کوهوت (۱۹۱۳–۱۹۸۱)، روانکاو اتریشی بود که بعدها به تابعیت آمریکا درآمد.
هاینتس کوهوت در ۱۳ مه ۱۹۱۳ در وین به دنیا آمد. او که تنها فرزند فلیکس کوهوت و الس لامپل بود، چند سال اول زندگی خود را با مادرش به تنهایی سپری کرد زیرا پدرش در جنگ جهانی اول به جبههٔ روسیه اعزام شده بود. والدین یهودی او موزیسین بودند، اما پدرش، بعد از بازگشت از جبهه، مجبور شد شغل خود را کنار بگذارد. کوهوت در یک محیط آزاداندیشی و دور از آداب و رسوم یهودی بزرگ شد. خودش می‌گفت که هرگز با یهودیت ارتباط برقرار نکرده‌است. محیط اطراف او از لحاظ علمی و فرهنگی بسیار غنی بود اما کوهوت کودکی و نوجوانی خود را در تنهایی سپری کرد. پدر و مادرش، با این که زیاد در خانه حضور نداشتند، اجازه ندادند به مدرسه برود زیرا به آموزش و پرورش عمومی اعتماد نداشتند و برایش معلم خصوصی گرفتند. به عقیدهٔ بسیاری از صاحب نظران، اهمیتی که کوهوت در نظریهٔ خود به همدلی می‌دهد، تا حد بسیار زیادی تحت تأثیر کمبود عاطفی در کودکی و نوجوانی بوده‌است.
در ۱۹ سالگی، کوهوت وارد دانشکدهٔ پزشکی شد، و یک سال را در پاریس گذراند، و در آنجا، دوره‌های اینترنی مختلف را در بیمارستانهای پاریس گذراند. در سال ۱۹۳۸، مدرک پزشکی خود را دریافت کرد. یک سال قبل از آن، پدرش فوت کرد و کوهوت بسیار تحت تأثیر این فقدان قرار گرفت. اندکی بعد از فارغ‌التحصیلی، نازیها وارد اتریش شدند و کوهوت مجبور شد پنهان شود و اندکی بعد فرار کند. او ابتدا به لندن پناه برد، بعد به یکی از دوستان دوران نوجوانی خود در نیویورک پیوست. در ۱۹۴۰ برای همیشه در شیکاگو ساکن شد و اندکی بعد مادرش در آنجا به او پیوست.
در شیکاگو به عنوان انترن و بعد به عنوان رزیدنت در یک هتل مشغول به کار شد، و به این ترتیب، توانست در کارش تخصص یابد. در سال ۱۹۴۴ مدرک نورولوژی گرفت و سه سال بعد، مدرک روان‌پزشکی دریافت کرد. در طول این سالهای تحصیلی، و به رغم وضعیت اقتصادی نه چندان مناسب، شروع به روانکاوی با روت آیسلر کرد. بعد، با فریتز مالِنهاف شروع به روانکاوی کرد. در ۱۹۴۸، مدرک روانکاوی دریافت کرد، و در ۱۹۵۳، یک مدرک دیگر به عنوان استاد و مدرس روانکاوی دریافت کرد.
در طول تحصیلاتش در انستیتوی شیکاگو، با بتی مایر، همسر آینده‌اش آشنا شد، که در آنجا به عنوان مددکار اجتماعی کار می‌کرد. آنها اسم تنها فرزند خود را توماس اوت گذاشتند که این نامگذاری، به احترام اوت آیکهورن بود، کسی که کوهوت اولین روانکاوی خود را با او در وین انجام داده بود. آیکهورن که با نوجوانان کار می‌کرد، به شیوهٔ خاص خودش، با نوجوانان در بارهٔ تأثیر و اهمیت «خودشیفتگی» سؤال و جواب می‌کرد.
کاریزمای شخصی کوهوت، معلومات عموم و تخصصی وی، عشقی که به کارش داشت، و فرهیختگی عظیم وی، باعث شد به او لقب «آقای روانکاوی» بدهند. در انستیتوی روانکاوی شیکاگو، او را بسیار دوست داشتند و در عین حال، کارهایش با مخالفتهای زیادی مواجه می‌شد، با این حال، او تأثیر زیادی روی این انستیتو گذاشت، و خیلی زود، راه مخصوص به خودش را پیدا کرد و مفاهیم جدیدی را اختراع کرد.
او می‌گفت که روانکاوی در یک بن‌بست از کانفورمیسم (همرنگی و همشکلی) گیر کرده‌است و در انستیتوی روانکاوی، باید همهٔ افراد از رشته‌های مختلف یا با نظریه‌های متفاوت بتوانند عضویت داشته باشند. به عقیدهٔ کوهوت، حتماً باید رشتهٔ روانکاوی را در رابطه با روان‌شناسی و سایر علوم، از نو تعریف کرد. در ۱۹۶۴، کوهوت رئیس انجمن روان‌شناسی آمریکا، و در ۱۹۶۵، معاون انجمن روانکاوی بین‌المللی شد. او که ابتدا به نظریهٔ فرویدی وفادار بود، بعدها روان‌شناسی مختص به خود را بر محور مفاهیمی مثل همدلی و خودشیفتگی بنا نهاد. او کتابهای زیادی نوشت، از جمله کتاب “The Self” را در ۱۹۷۱ به چاپ رساند که در آن، رسماً اعلام کرد از روانکاوی کلاسیک جدا شده‌است. تفکر، نوشته‌ها، و تدریس او تأثیر زیادی در روان شناسان آمریکایی گذاشت. در ۱۹۷۸، اولین کنفرانس سالانه در بارهٔ روان‌شناسی «خود» تشکیل شد که باعث به حرکت درآمدن جنبش جدیدی به نام روان‌شناسی خود (self) شد. روان‌شناسی «خود» امروزه نیز طرفداران بسیار زیادی دارد.
در ۱۹۷۱ دو بدشانسی به طور همزمان برای وی روی دادند: خودش به سرطان مبتلا شد و مادرش نیز به اختلالات روانی مبتلا گشت. مادرش در ۱۹۷۲ درگذشت. چند سال بعد، کوهوت به یک بیماری دیگر نیز مبتلا شد و مجبور گشت قلبش را به تیغ جراحی بسپارد. از آن به بعد، و تا زمان مرگش در ۱۹۸۱، کوهوت به تدریج خود را از انظار عمومی عقب کشید و وقتش را به بسط نظریهٔ خودش اختصاص داد.